# Fort Chipewyan
Fort Chipewyan, sovint escurçat com a Fort Chi, és un llogaret que es troba a la regió de Northern Alberta, a la Província canadenca d'Alberta, al Municipi especialitzat de Wood Buffalo. Es troba a l'extrem occidental del llac Athabasca, al costat del Parc Nacional Wood Buffalo, aproximadament 223 quilòmetres al nord de Fort McMurray.
Fort Chipewyan és un dels assentaments europeus més antics de la província d'Alberta. Va ser establert com una factoria per Peter Pond, de la North West Company, el 1788. El Fort va agafar el seu nom perquè una de les Primeres Nacions, els Chipewyan, vivien a la zona. Entre 1815 i 1821 la Companyia de la Badia de Hudson va entrar en competència amb Fort Wedderburn, situat a Coal Island, a una milla i mitja del fort de la North West Company.
L'única manera per accedir tot l'any a Fort Chipewyan és en avió. Durant l'estiu es pot fer en vaixell des de Fort McMurray a través del riu Athabasca. Cap carretera enllaça permanentment amb la població i sols les carreteres d'hivern hi permeten l'accés durant l'hivern.

## Clima
Fort Chipewyan té un clima subàrtic (KöppenDfc), amb hiverns secs, molt llargs i freds i estius curts, càlids i humits.